# Väinö Junus
Väinö Junus, Veino Ivánovich Yunus (en cirílico ruso: Вейно Иванович Юнус; Puutosti, 1905-Leningrado, 15 de noviembre de 1937)  fue un lingüista, escritor y profesor ingrio.

## Biografía
Nació en una familia labriega y se formó como profesor en la escuela finesa de Gatchina trabajando como maestro en la Carelia soviética y en Leningrado, donde más tarde completó su formación como pedagogo. y realizó trabajos de investigación en el Instituto de Lengua y Pensamiento.
En 1932 Junus preparó con Dubovi y Lensun una cartilla escolar ingria, y al año siguiente realizó dos libros con lecturas para las escuelas ingrias. En 1936 apareció su gramática, Izhoran keelen grammatikka. En los primeros libros empleó como base el dialecto de Soikkola pero la gramática de 1936 incluía también muchas características del dialecto del bajo Luga, variedad más acercada al vótico. Sus libros de textos también muestran mucha influencia de la norma finlandesa.
Además de por la lingüística, Junus se interesó por las artes visuales e ilustró libros. Durante la represión estalinista las autoridades soviéticas lo detuvieron en septiembre de 1937 acusado de actividades contrarrevolucionarias y lo fusilaron.